# Флердоранж

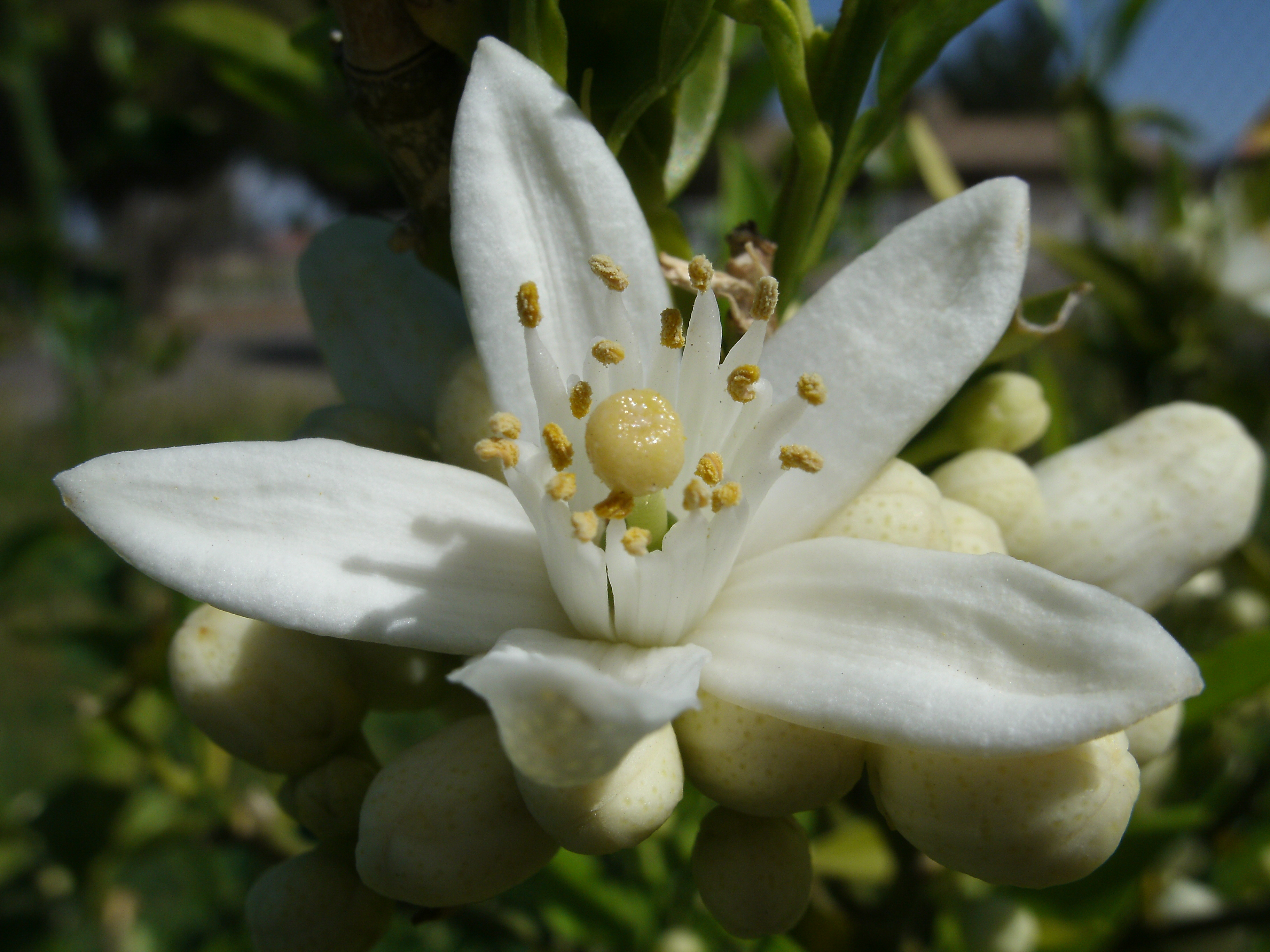
Натуральна квітка

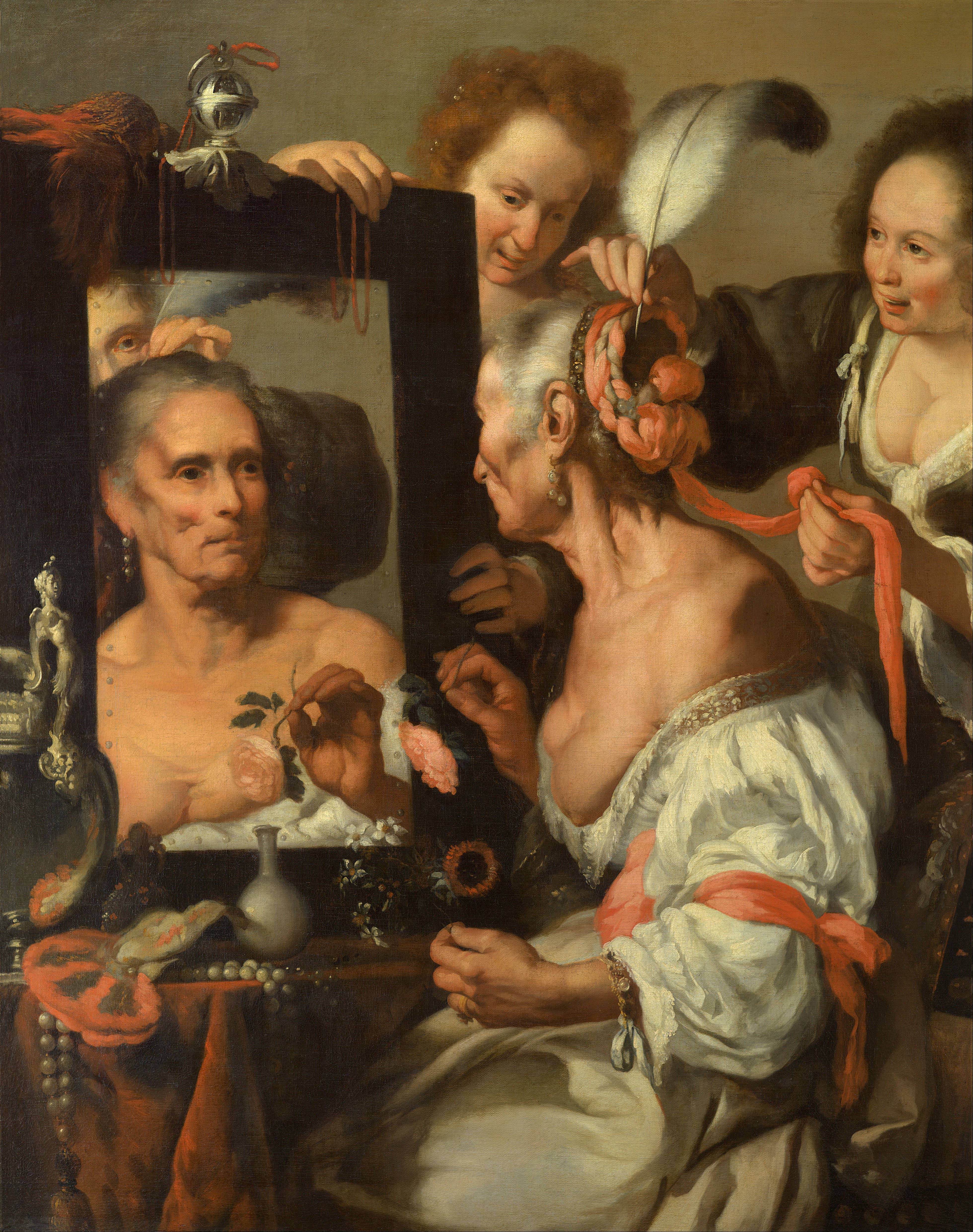
На картині Бернардо Строцці «Стара кокетка» художник висміює стару, що прикрашає себе флердоранжем та трояндами

Флердора́нж (флер д'оранж, фр. fleur d’orange — «квітка апельсина») — білі квітки помаранчевого дерева (родини Цитрусові) або штучні квіти такого ж вигляду, якими прикрашають весільний убір нареченої, а іноді також нареченого. Слово запозичене з французької.
Помаранчева квітка — традиційна частина весільного убору нареченої, наприклад, у вигляді вінка або весільного букета. Імовірно, першими в цій якості флердоранж почали використовувати сарацини. Символ дівочої цноти. Для прикраси нареченої можуть вживатися і штучні квіти (у XIX ст., наприклад, атласні).
Колись цим словом позначався і настій, напій з цих квіток — помаранчева вода. Наприклад, у А. Купріна в оповіданні «Горяча кров» в іспанському антуражі «чашка чаю з флердоранжем». Суміш флердоранжевої води з мигдалевим молоком називається оршад.
Квітки цитрусових через свій запах давно використовуються в різних парфумерних продуктах.